# Тісір Аль-Антаїф
Тісір Аль-Антаїф (араб. تيسير الأنتيف; нар. 16 лютого 1974, Ед-Даммам) — саудівський футболіст, що грав на позиції воротаря.
Виступав, зокрема, за клуби «Аль-Іттіфак» та «Аль-Іттіхад», а також національну збірну Саудівської Аравії.

## Клубна кар'єра
У дорослому футболі дебютував 1993 року виступами за команду клубу «Аль-Іттіфак», в якій провів сім сезонів.
Згодом з 2000 по 2005 рік грав у складі команд клубів «Аль-Аглі» та «Аль-Халідж».
Своєю грою за останню команду привернув увагу представників тренерського штабу клубу «Аль-Іттіхад», до складу якого приєднався 2005 року. Відіграв за саудівську команду наступні шість сезонів своєї ігрової кар'єри.
Протягом 2011—2013 років захищав кольори команди клубу «Аль-Фейсалі».
Завершив професійну ігрову кар'єру у клубі «Аль Нада», за команду якого виступав протягом 2013—2015 років.

## Виступи за збірну
1994 року дебютував в офіційних матчах у складі національної збірної Саудівської Аравії. Протягом кар'єри у національній команді, яка тривала 15 років, провів у формі головної команди країни лише 6 матчів, оскільки був лише одним з резервистів Мохамеда Аль-Деайя, баготорічного «першого номера» саудівської збірної.
У складі збірної був учасником чемпіонату світу 1998 року у Франції, розіграшу Кубка конфедерацій 1999 року у Мексиці, кубка Азії з футболу 2000 року у Лівані, де разом з командою здобув «срібло».

## Титули і досягнення
- Володар Кубка Азії: 1996
- Срібний призер Кубка Азії: 2000